# مرض دموي
الأمراض الدموية  عبارة عن اعتلالات تصيب الدم. علم أمراض الدم يتضمن دراسة هذه الأمراض.

## الاعتلالات النخاعية
- اعتلالات الهيموغلوبين (عيب خلقي في جزئ الهيموغلوبين أو في معدل تصنيعه)
  - فقر الدم المنجلي

- - ثلاسيميا
  - ميتهيموغلوبينيَّة الدَّم

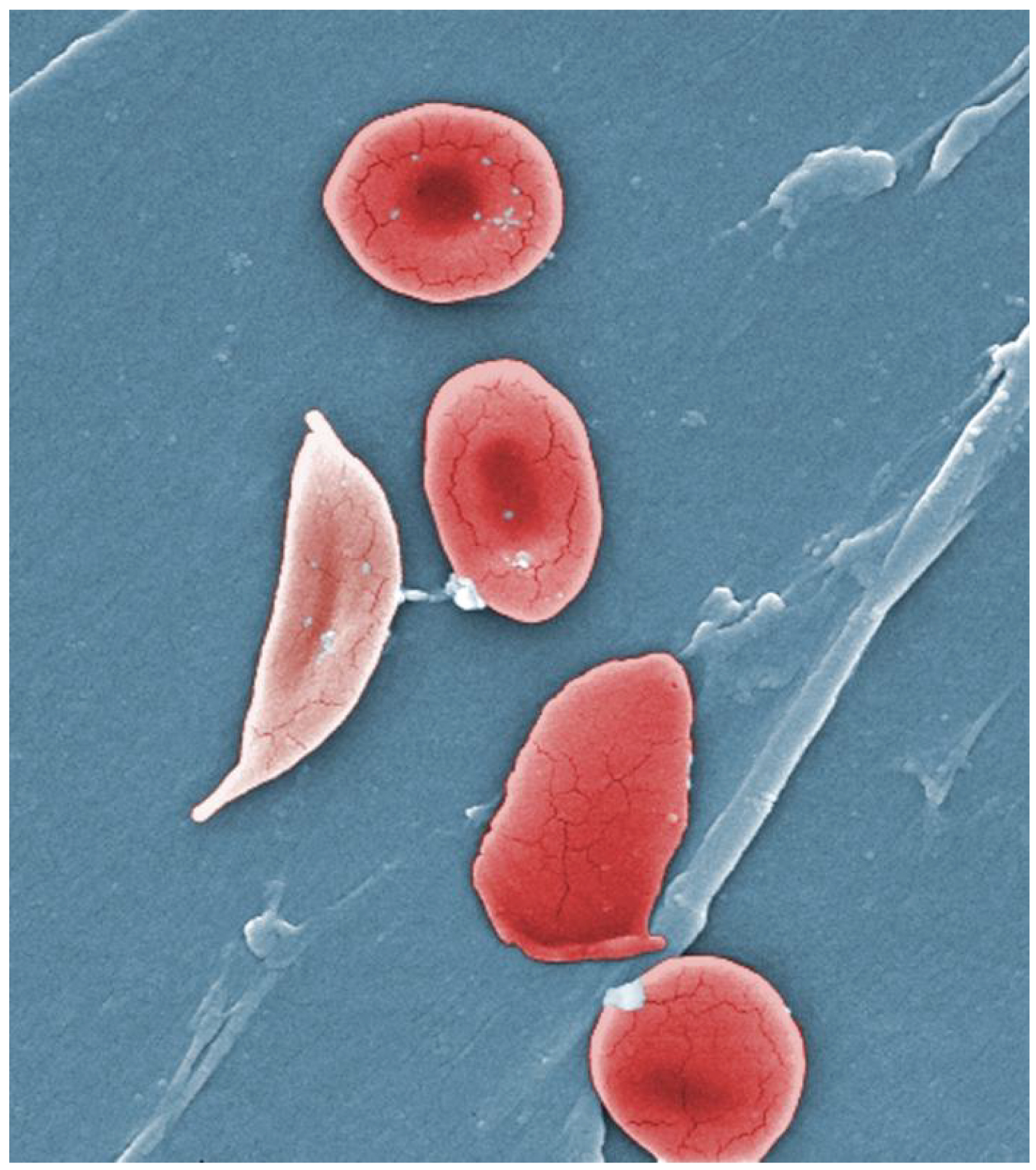
الكريات الحمراء الطبيعية مقارنةً بكريات الدم منجلية الشكل في فقر الدم المنجلي

- فقر الدم (نقص كرات الدم الحمراء أو الهيموغلوبين)
  - فقر الدم الناجم عن عوز الحديد
  - فقر الدم الضخم الأرومات
    - نقص فيتامين ب 12
      - فقر الدم الخبيث

    - نقص  حمض الفوليك

  - فقر الدم الانحلالي (تكسير كريات الدم الحمراء)
    - اعتلالات جينية في جدار الكريات الحمراء
      - كَثْرَةُ الكُرَيَّاتِ الإِهْليلَجِيَّة الوِراثِيَّة
      - كَثْرَةُ الكُرَيَّاتِ الحُمْر الكُرَوِيَّة الوِراثِيَّة
      - فقر الدم بخلل تكون الكريات الحمر الخلقي

    - اعتلالات جينية في أيض الكريات الحمراء 
      - أنيميا الفول
      - نقص كينازُ البيروفات

    - فقر الدم الانحلالي المناعي
      - فقر الدم الانحلالي بالمناعة الذاتية
        - فقر الدم الانحلالي المناعي الذاتي المرتبط بالأضداد الحارة
        - مجهول السبب
        - الذئبة الحمراء
        - متلازمة إيفان (أجسام مضادة مُضادٌّة للصُّفَيحات)

      - فقر الدم الانحلالي المناعي الذاتي المرتبط بالأضداد الباردة
        - كثرة الوحيدات العدوائية
        - البيلة الهيموغلوبينية البردية الانتيابية.

      - فقر الدم الانحلالي الناتج عن المناعة المتباينة
        - انحلال الدم الوليدي

      - فَقْرُ الدَّمِ الانحلالي المناعي المحدث بالأَدْوِيَة
        - البنسلين
        - المثيلدوبا

    - اعتلالات الهيموغلوبين (حيث يكون الهيموغلوبين في تلك الحالة غير مستقر أو متبلور)
    - البيلة الهيموغلوبينية الانتيابية الليلية (خلل نادر في البروتينات الموجودة على سطح الكريات الحمراء)
    - ضرر مباشر على الكريات الحمراء
      - فقر الدم الانحلالي باعتلال الأوعية الدقيقة
      - نتيجة لصمامات القلب الاصطناعية

  - فقر الدم اللاتنسجي
    - أنيميا فانكوني
    - فقر دم دياموند-بلاكفان
    - فقر الدم الاتنسجي المكتسب الناتج عن فقد طلائع الكريات الحمراء
- نقص عدد الخلايا
  - متلازمة خلل التنسج النقوي
  - التليف النقوي
  - قلة الخلايا المتعادلة
  - ندرة المحببات
  - وهن الصفيحات جلانزمان
  - قلة الصفيحات
    - الفرفرية قليلة الصفيحات مجهولة السبب
    - لفُرْفُرِيَّةُ القَليلَةُ الصُّفَيحاتِ الخُثارِيَّة
    - قلة الصفيحات المحدثة بالهيبارين
- مرض التكاثر النقوي زيادة أعداد الخلايا
  - كثرة الحمر الحقيقية
  - كثرة كريات الدم الحمر
  - كثرة الكريات البيض
  - كثرة الصفيحات
  - مرض التكاثر النقوي
- اعتلالات خثرية
  - كَثْرَةُ الصُّفَيحات
  - التخثر المتكرر
  - لتَّخَثُّرُ المُنْتَثِرُ داخِلَ الأَوعِيَة
  - اعتلالات بروتنيات التجلط
    - الهيموفيليا أو الناعور
    - مرض فون ويليبراند
    - التخثر المنتشر داخل الأوعية
    - متلازمة أضداد الفوسفوليبيد

  - اعنلالات الضفيحات

## الأورام الخبيثة الدموية
- لمفوما
  - لمفوما هودجكين

- - لمفوما لاهودجكينية
    - لمفوما بيركت

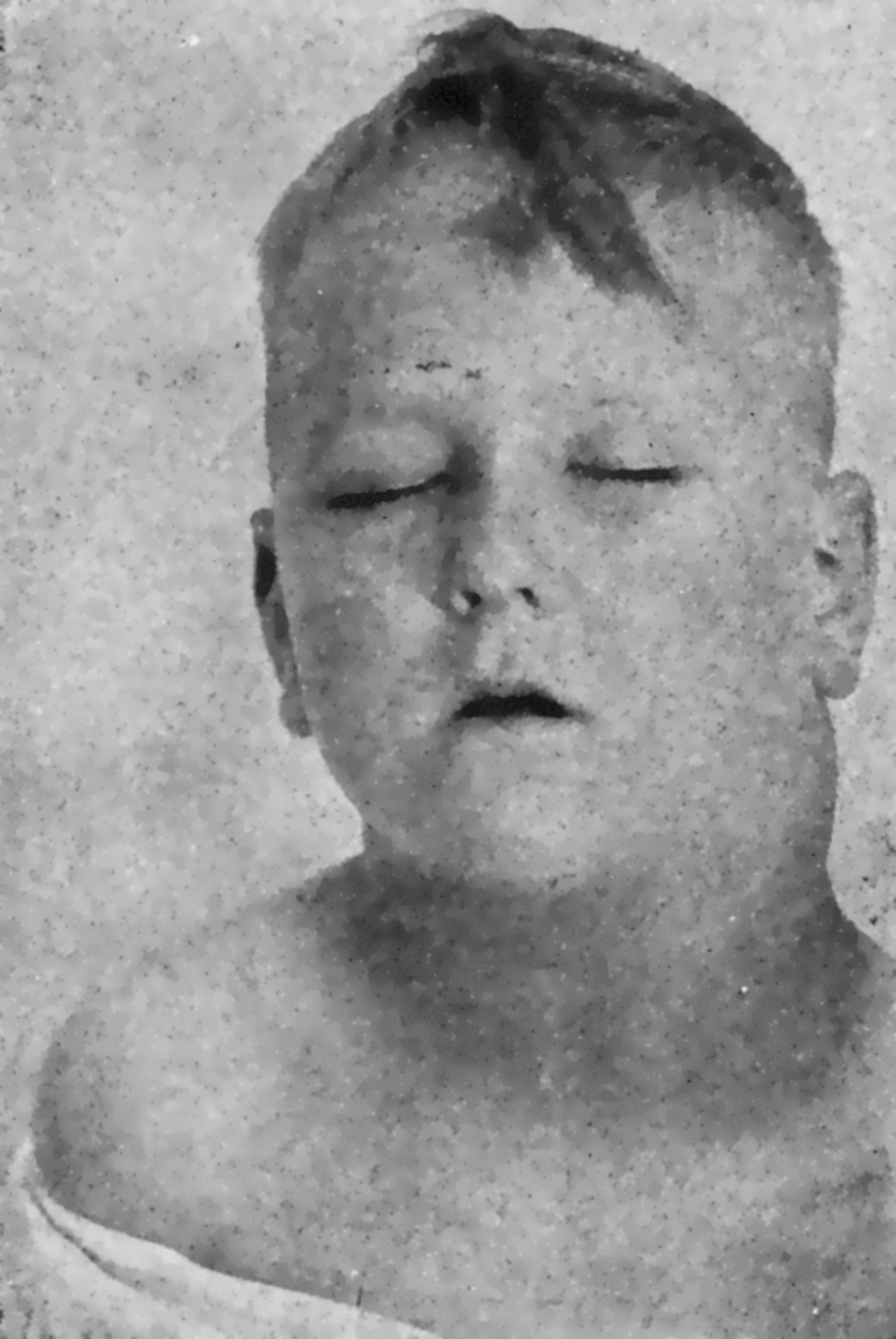
صورة لطفل مصاب بلمفوما هودجكين

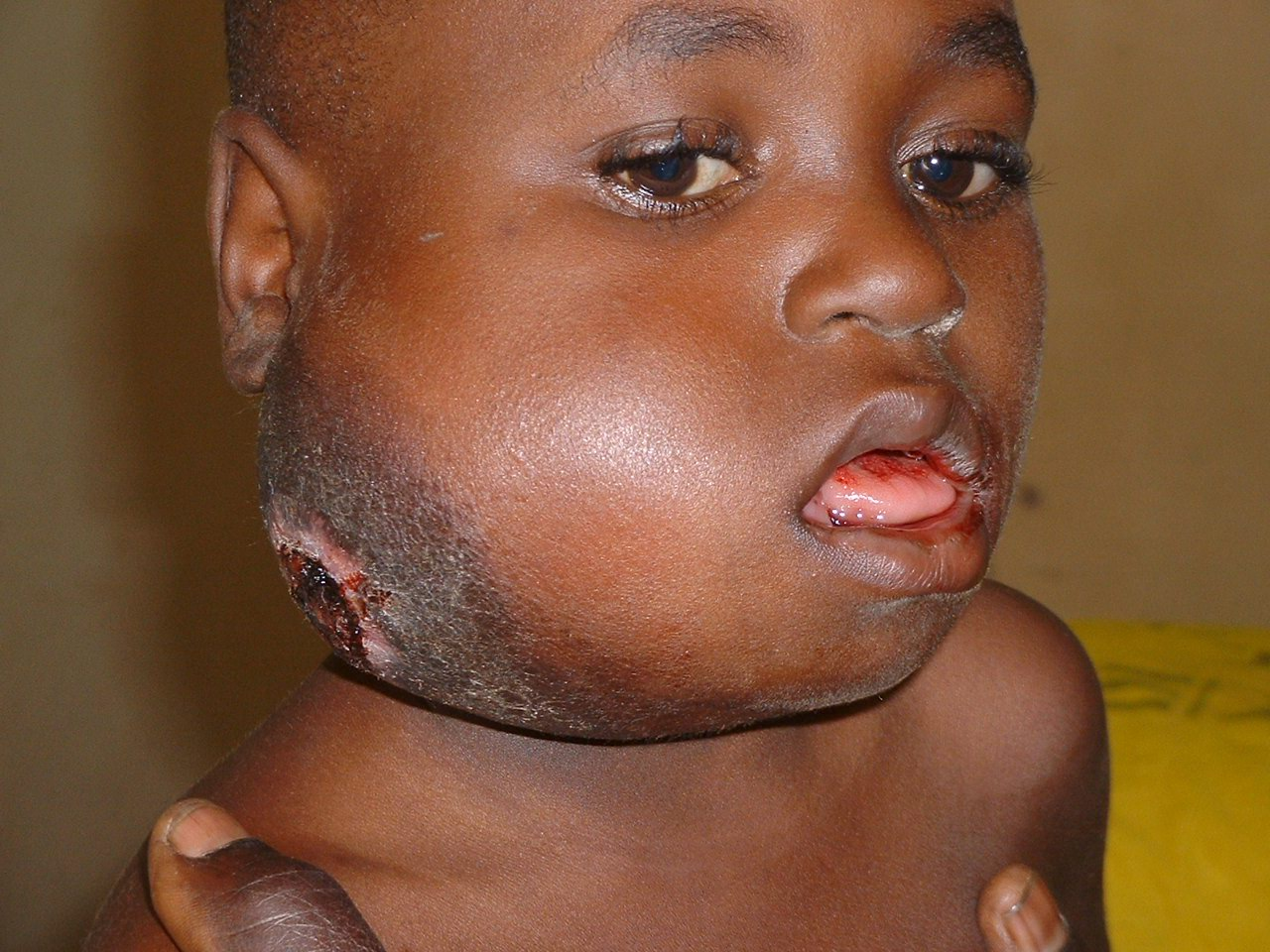
طفل نيجيري يبلغ 7 أعوام من العمر مثاب بلمفوما بيركت

- -     - ورم الخلايا الكبيرة المتحولة الليمفاوي
    - لمفوما المنطقة الهامشية الطحالية
- الورم النقوي
  - الورم المقوي المتعدد
  - مرض فالدنشتروم
  - ورم البلازماويات
- ابيضاض الدم
  - ابيضاض الدم الليمفاوي الحاد
  - ابيضاض الدم الليمفاوي المزمن
  - ابيضاض الدم النقوي الحاد
  - ابيضاض الدم النقوي المزمن
  - أبْيِضاضُ العَدِلاَت المزمن
  - الأبْيِضاضُ المُشَعَّرُ الخَلاَيا

## متفرقات
- داء ترسب الأصبغة الدموية	أو التحميل المفرط بالحديد
- انعدام الطحال
- فرط نشاط الطحال	
  - داء غوشيه
- داء البلعمة
- اعْتِلاَلٌ غامَّائِيّ أُحادِيُّ النَّسِيْلَة ذو أهمية غير محددة.

## تغيرات دموية نتيجة اعتلالات غير دموية

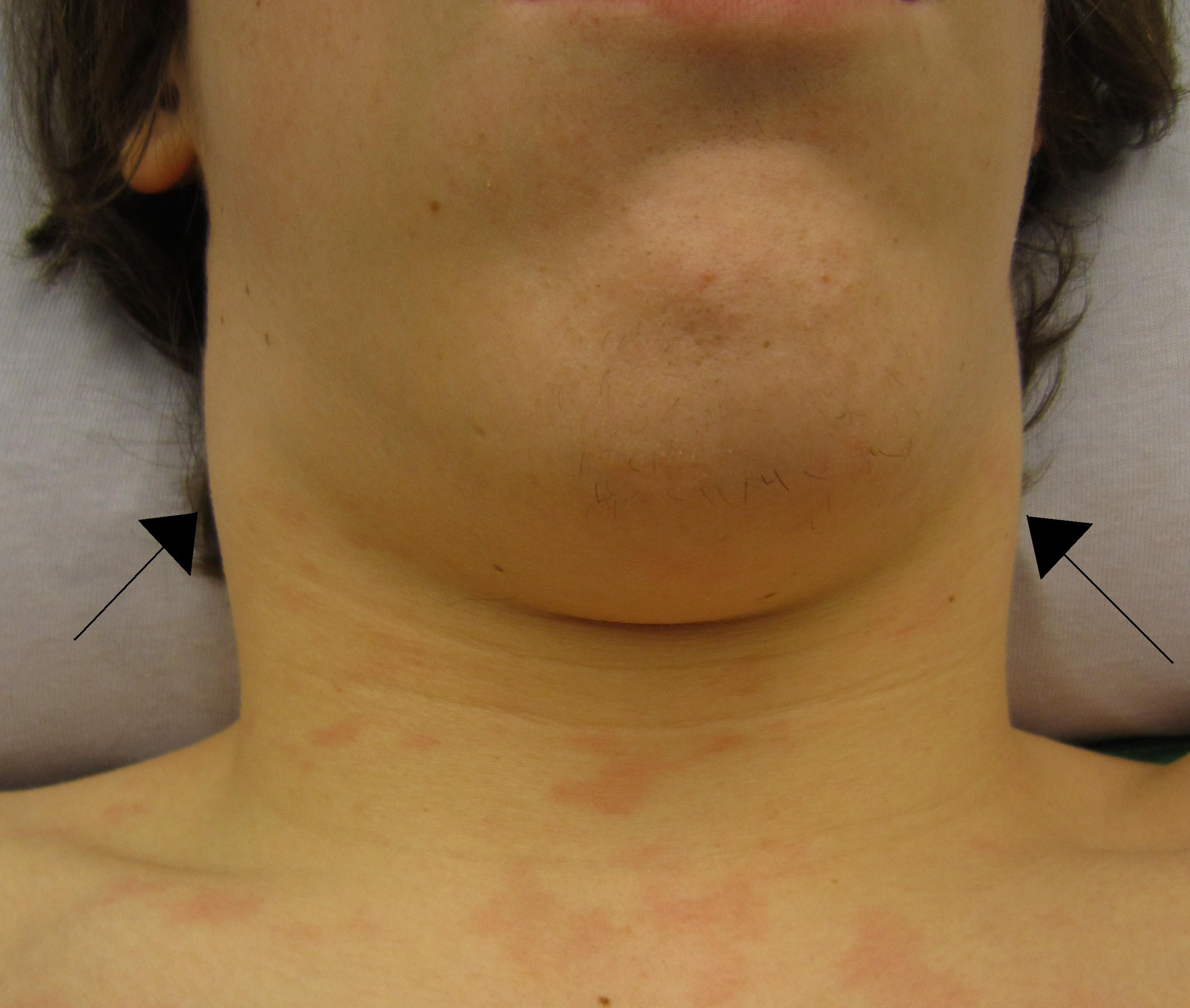
تضخم العقد الليمفاوية في شخص مصاب بداء كثرة الوحيدات العدوائية

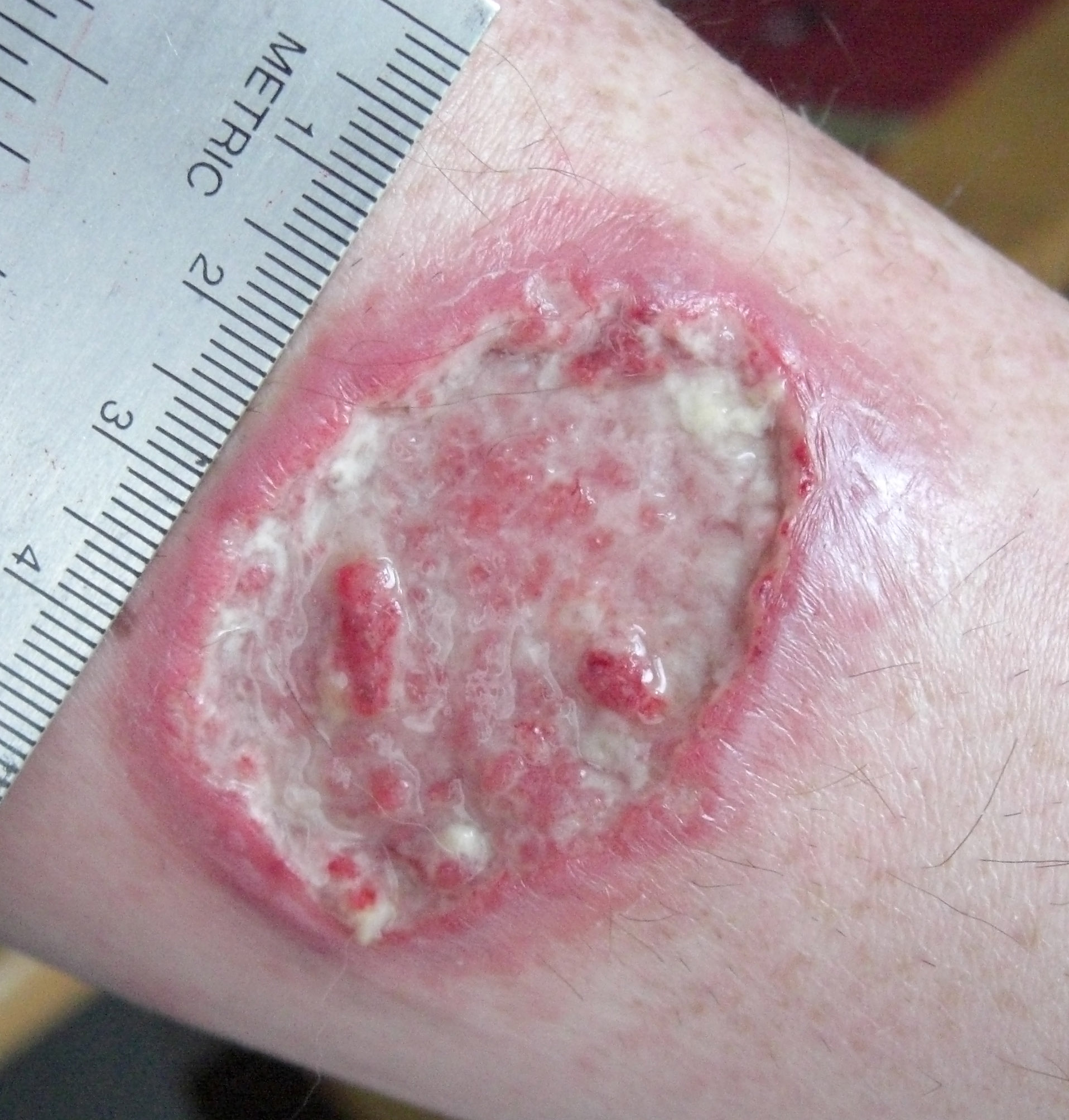
قرحة في الجلد كعرض من أعراض داء الليشمانيات

- فقر دم الأمراض المزمنة
- كثرة الوحيدات العدوائية

- الإيدز
- الملاريا
- داء الليشمانيات

## وصلات خارجية
- http://www.hematologic.niddk.nih.gov/info/index.htm
- Myeloproliferative Disorders (MPD) Foundation and Research Alliance
- International Registry of Rare Bleeding Disorders